# Seigneulle
Die Seigneulle ist ein gut 23 km langer Bach, der in der Region Grand Est verläuft. Sie ist ein rechter und südwestlicher Zufluss des Longeau.

## Geographie

### Verlauf
Die Seigneulle entspringt auf einer Höhe von 312 m im Regionalen Naturpark Lothringen, im Gemeindegebiet von Saint-Maurice-sous-les-Côtes.
Sie entwässert generell Richtung Nordost und durchquert dabei die Départements Meuse und Meurthe-et-Moselle. Sie mündet schließlich an der Gemeindegrenze von Brainville und Friauville  auf einer Höhe von 192 m von rechts in den Longeau.
Der 23,4 km lange Lauf der Seigneulle endet ungefähr 120 Höhenmeter unterhalb des Ursprungs ihrer Quelle, sie hat somit ein mittleres Sohlgefälle von etwa 5,1 ‰.

### Zuflüsse
(Reihenfolge in Fließrichtung)
- Ruisseau le Drauneau (links), 2,9 km
- Ruisseau de Remonville (links), 6,9 km

### Orte am Fluss
(Reihenfolge in Fließrichtung)
- Saint-Maurice-sous-les-Côtes
- Woël
- Labeuville
- Porcher, Gemeinde Brainville